# フランク・グリーベ
フランク・グリーベ (Frank Griebe) はドイツ出身の撮影監督。

## 略歴
トム・ティクヴァ作品の常連。2006年の『パフューム ある人殺しの物語』でヨーロッパ映画賞撮影賞を受賞した。

## 主な出演作品
- マリアの受難 Die tödliche Maria (1993)
- ウィンタースリーパー Wintersleepers (1997)
- ラン・ローラ・ラン Lola rennt (1998)
- GIGANTIC ギガンティック Absolute Giganten (1999)
- プリンセス・アンド・ウォリアー The Princess and the Warrior (2000)
- ヘヴン Heaven (2002)
- パリ、ジュテーム Paris, je t'aime (2006)
- パフューム ある人殺しの物語 Perfume: The Story of a Murderer (2006)
- ザ・バンク 堕ちた巨像 The International (2009)
- クラウド アトラス Cloud Atlas (2012)
- 王様のためのホログラム A Hologram for the King (2016)